# Asamblea Provincial de Colchagua
La Asamblea Provincial de Colchagua fue el parlamento provincial de Colchagua, establecido por virtud de las Leyes Federales de 1826, y que tuvo interrumpida existencia hasta 1831.

## Historia

### Primera asamblea (1826-1828)
La Asamblea Provincial de Colchagua fue establecida el 7 de diciembre de 1826, integrada por los diputados Antonio del Castillo y Saravia (Pumanque), Juan José Echenique (Pichidegua), Francisco Javier Lira (Reto), Francisco de Borja Orihuela (San Antonio de Colchagua), José Clemente Ramírez (El Olivar), Pedro Rencoret (Nancagua), Alejandro Sepúlveda (Río Claro, actual Rengo), José María Silva (Santa Cruz), Juan Francisco Urzúa (Paredones), Antonio Rafael de Velasco (Guacarhue), Ramón Formas, Mateo Labra y Cervelle, Francisco Merino, Fernando Olmedo, José María Palacios, Nolasco Polloni, Manuel Fernando de Quezada y Juan José Urivi, quien fue su primer presidente, hasta el 19 de febrero de 1827. El primer secretario de la Asamblea fue Luis Labarca, quien no era diputado. Luis Valencia Avaria (1951) ha expresado que este parlamento fue integrado por 18 diputados, entre los que además figuraron, "seguramente en reemplazo", Juan Francisco Azúa y José Tomás Argomedo, quien fue elegido en representación de Chimbarongo en agosto de 1827. Cesó su existencia en enero de 1828.

### Segunda asamblea (1829-¿?)
La asamblea colchagüina volvió a operar el 31 de mayo de 1829, tras más de un año de receso. Estuvo integrada por los parlamentarios por Curicó Romualdo Antonio González, Agustín Aldea, Diego Donoso y Francisco Prado; por San Fernando, Manuel Villela, Juan José Echenique, Pedro Rencoret, Manuel Bravo Reyes, José Toribio Lira, Francisco Pérez de Valenzuela, Francisco Porras, Lucas Grez, Fermín Fuentes y José Tomás Argomedo. Como secretarios ejercieron los diputados Argomedo y González. Presidió la cámara Francisco Pérez de Valenzuela, a contar de junio. Esta asamblea no contó con la participación de los diputados del departamento de Talca, quienes se declararon en rebeldía ante la decisión de ubicar la capital de Colchagua en Curicó, estableciendo por su cuenta la Asamblea Departamental de Talca. Se desconoce la fecha en que la segunda asamblea colchagüina cesó sus funciones.

### Tercera y última asamblea (1831-¿?)
Este parlamento provincial se constituyó por tercera y final ocasión el 17 de junio de 1831, nuevamente sin participación de vecinos del departamento de Talca, quienes continuaron operando su propia Asamblea Departamental. Participaron como diputados, en representación de San Fernando, los presbíteros Domingo Echavarrieta y José Miguel Ríos, junto a Ramón Valenzuela, Bartolomé Sepúlveda, José Ramón Herrera, Mariano Guerrero, José Marful, Ramón Sepúlveda, Simón Maturana y José Antonio Francino; por Curicó, en tanto, estuvieron el presbítero Laureano Díaz y los vecinos Francisco Donoso, José Maturana y Francisco Muñoz. El diputado Guerrero ejerció como secretario, mientras que Sepúlveda ocupó el cargo de presidente. La fecha de disolución de esta asamblea es desconocida.

## Presidentes
Primera Asamblea (7 de diciembre de 1826-circa enero de 1827)
- 7 de diciembre de 1826-19 de febrero de 1827 — Juan José Urivi.
- 19 de febrero-20 de marzo de 1827 — Mateo Labra Cervelle.
- 20 de marzo-2 de noviembre de 1827 — Francisco de Borja Orihuela.
- 2 de noviembre de 1827-circa enero de 1828 — Pedro Rencoret Cienfuegos.

Segunda Asamblea (31 de mayo de 1829-¿?)
- junio de 1829-¿? — Francisco Pérez de Valenzuela.

Tercera Asamblea (17 de junio de 1831-¿?)
- 17 de junio de 1831-¿? — Ramón Sepúlveda Salcedo.